# فهرست وابسته‌های دیپلماتیک در برزیل

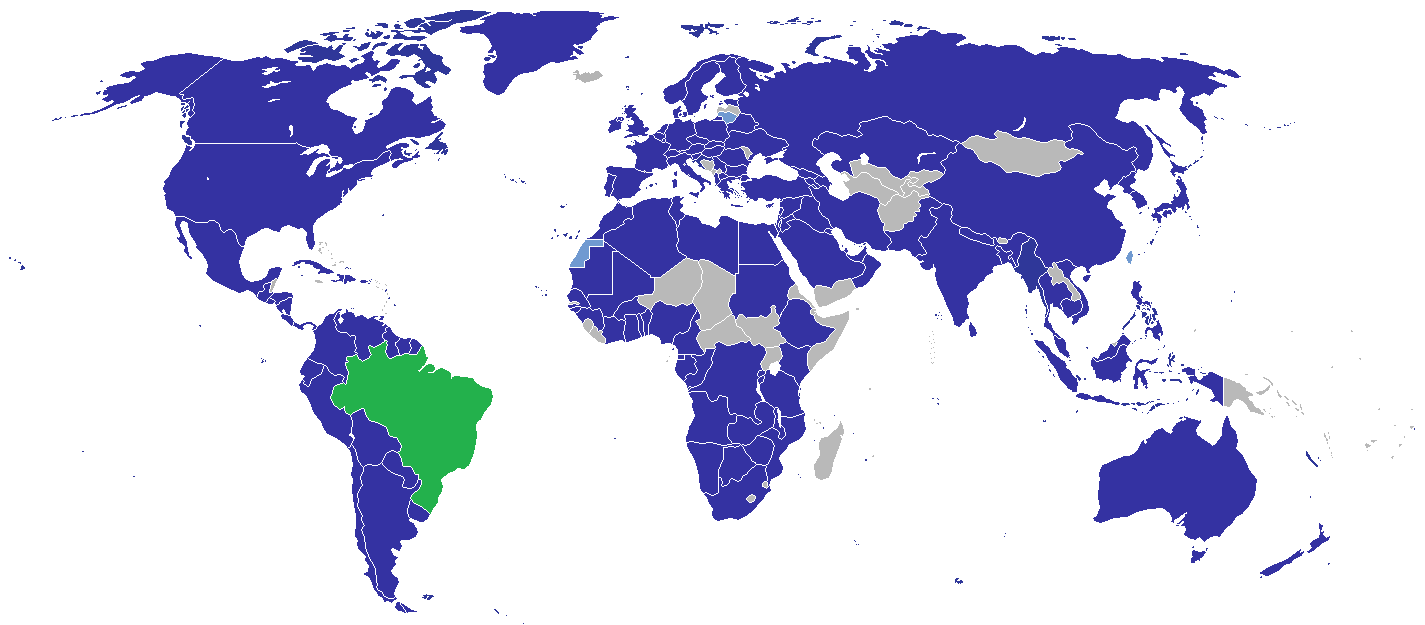
نقشه سفارت‌های برزیل

این فهرست سفارت‌ها در برزیل است. در حال حاضر برازیلیا پایتخت این کشور میزبان ۱۳۳ سفارت است. چندین کشور دیگر سفیران معتبر در برزیل دارند که بیشتر آنها ساکن واشینگتن، دی.سی. هستند.

## سفارت‌ها
برازیلیا
| - آلبانی - الجزایر - آنگولا - آرژانتین - ارمنستان - استرالیا - اتریش - جمهوری آذربایجان - بحرین - بنگلادش - باربادوس - بلاروس - بلژیک - بنین - بولیوی - بوتسوانا - بلغارستان - بورکینافاسو - بوروندی - کامرون - کانادا - کیپ ورد - شیلی - چین - کلمبیا - جمهوری دموکراتیک کنگو - جمهوری کنگو - کاستاریکا - کرواسی - کوبا - قبرس - جمهوری چک - دانمارک - جمهوری دومینیکن | - تیمور شرقی - اکوادور - مصر - السالوادور - گینه استوایی - اتیوپی - فنلاند - فرانسه - گابن - گرجستان - آلمان - غنا - یونان - گواتمالا - گینه - گینه بیسائو - گویان - هائیتی - سریر مقدس - هندوراس - مجارستان - هند - اندونزی - ایران - عراق - جمهوری ایرلند - اسرائیل - ایتالیا - ساحل عاج - جامائیکا - ژاپن - اردن - قزاقستان - کنیا | - کویت - لبنان - لیبی - لوکزامبورگ - مالاوی - مالزی - مالی - موریتانی - مکزیک - مغولستان - مراکش - موزامبیک - میانمار - نامیبیا - نپال - هلند - نیوزیلند - نیکاراگوئه - نیجریه - کره شمالی - مقدونیه شمالی - نروژ - عمان - پاکستان - تشکیلات خودگردان فلسطین - پاناما - پاراگوئه - پرو - فیلیپین - لهستان - پرتغال - قطر - رومانی - روسیه | - عربستان سعودی - سنگال - صربستان - سنگاپور - اسلواکی - اسلوونی - آفریقای جنوبی - کره جنوبی - جزایر مالتا - اسپانیا - سری‌لانکا - سودان - سورینام - سوئد - سوئیس - سوریه - تانزانیا - تایلند - توگو - ترینیداد و توباگو - تونس - ترکیه - اوکراین - امارات متحده عربی - بریتانیا - ایالات متحده آمریکا - اروگوئه - ونزوئلا - ویتنام - زامبیا - زیمبابوه |  |

## دفترها
- اروپا (نمایندگی)
- جمهوری دموکراتیک عربی صحرا
- تایوان (دفتر اقتصادی و فرهنگی تایپه در برزیل)

## سرکنسولگری و کنسولگری

### باگ
- اروگوئه (کنسولگری)

### بلم
- ژاپن
- پرتغال (کنسولگری)
- ونزوئلا

### بلو هوریزونته
- آرژانتین
- ایتالیا (کنسولگری)
- موزامبیک (کنسولگری)
- پرتغال (کنسولگری)
- اروگوئه
- بریتانیا

### بوآ ویستا
- گویان
- ونزوئلا

### برازیلئیا
- بولیوی (کنسولگری)

### کامپوگرانده
- بولیوی (کنسولگری)
- پاراگوئه (کنسولگری)

### کرومبا
- بولیوی (کنسولگری)

### کویابا
- بولیوی

### کوریتیبا
- آرژانتین (کنسولگری)
- ایتالیا
- ژاپن
- پاراگوئه
- لهستان
- پرتغال (کنسولگری)
- اوکراین (کنسولگری)
- اروگوئه (کنسولگری)

### فلوریانوپلیس
- آرژانتین (کنسولگری)
- اروگوئه (کنسولگری)

### فوز دو لوآچو
- آرژانتین (کنسولگری)
- پاراگوئه (کنسولگری)

### گوجار-میریم
- بولیوی (کنسولگری)

### گورا
- پاراگوئه (کنسولگری)

### مانائوس
- کلمبیا
- ژاپن
- ونزوئلا

### پاراناگوئه
- پاراگوئه (کنسولگری)

### پلوتاس
- اروگوئه (کنسولگری)

### پورتو پورا
- پاراگوئه (کنسولگری)

### پورتو آلگری

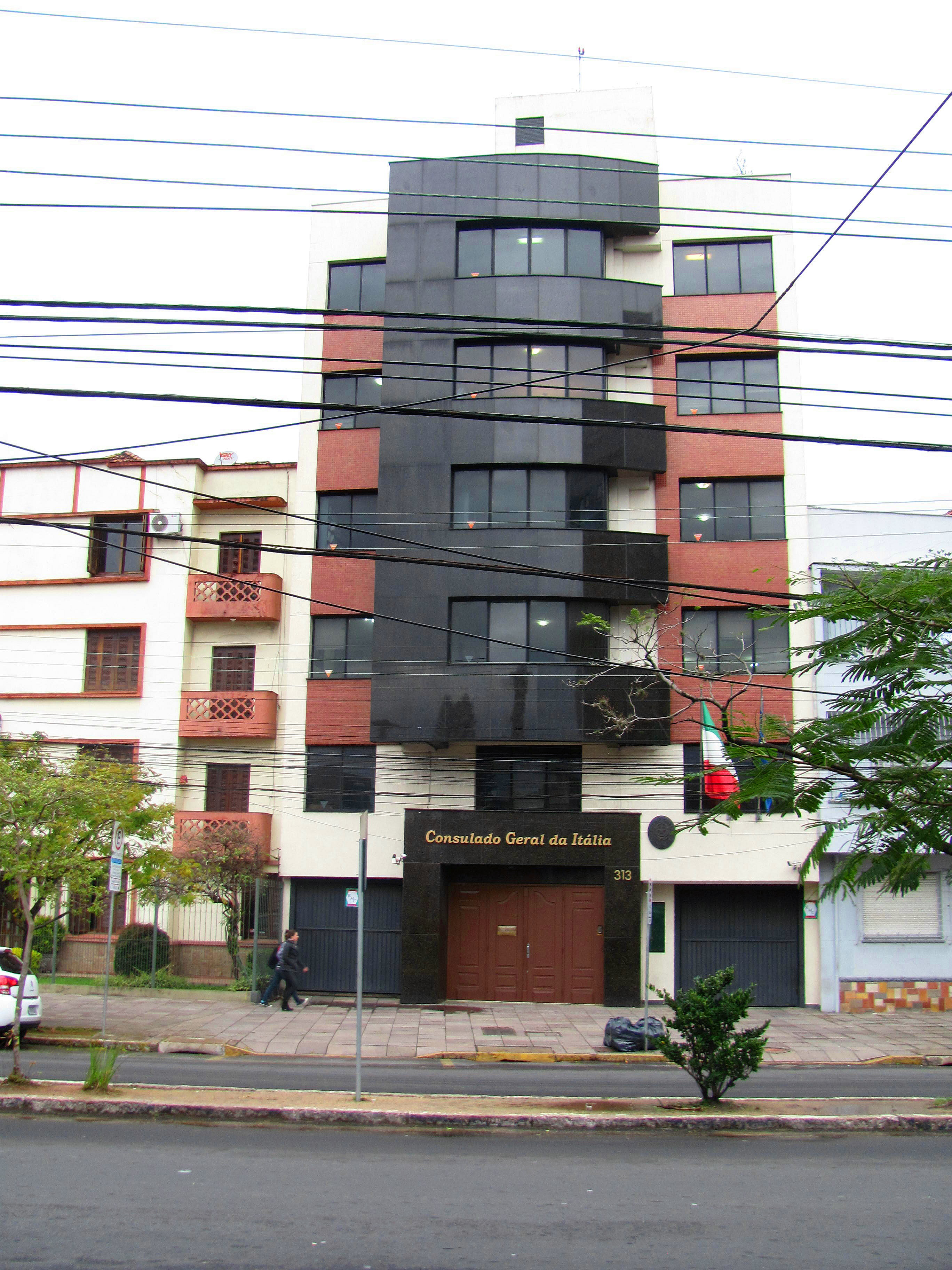
کنسولگری ایتالیا در پورتو آلگری

- آرژانتین
- شیلی
- آلمان
- ایتالیا
- ژاپن
- پاراگوئه (کنسولگری)
- پرتغال (کنسولگری)
- اسپانیا
- ایالات متحده آمریکا (کنسولگری)
- اروگوئه (کنسولگری)

### رسیفی
- آرژانتین
- چین
- فرانسه
- آلمان
- ایتالیا (کنسولگری)
- ژاپن
- پرتغال (کنسولگری)
- بریتانیا
- ایالات متحده آمریکا[۱]
- ونزوئلا

### ریو دو ژانیرو
| - آنگولا - آرژانتین - بلاروس (کنسولگری) - بلژیک (کنسولگری) - بولیوی - کانادا - شیلی - چین - جمهوری دومینیکن (کنسولگری) - مصر (کنسولگری) - فرانسه - گینه | - آلمان - یونان - ایتالیا - ژاپن - لبنان - مکزیک - هلند - نروژ - پاناما - پاراگوئه - پرو - لهستان | - پرتغال - رومانی - روسیه - اسپانیا - سوئیس - بریتانیا - ایالات متحده آمریکا - اروگوئه - ونزوئلا |  |

### سالوادور
- آرژانتین (کنسولگری)
- پرتغال
- اسپانیا

### سانتا ماریا
- اروگوئه (کنسولگری)

### سانتوس
- پاناما
- پاراگوئه (کنسولگری)
- پرتغال (کنسولگری)

### سائو پائولو
| - آنگولا - آرژانتین - ارمنستان - استرالیا - اتریش - بلژیک - بولیوی - کانادا - شیلی - چین - کلمبیا - کوبا - جمهوری چک - دانمارک - جمهوری دومینیکن - اکوادور - فنلاند | - فرانسه - آلمان - یونان - مجارستان - هند - جمهوری ایرلند - اسرائیل - ایتالیا - ژاپن - لبنان - لیتوانی - مکزیک - هلند - نیوزیلند - پاناما - پاراگوئه - پرو | - پرتغال - رومانی - روسیه - آفریقای جنوبی - کره جنوبی - اسپانیا - سوئیس - سوئد - سوریه - تایوان (دفتر اقتصادی و فرهنگی تایپه در سائو پائولو) - ترکیه - امارات متحده عربی - اوکراین - بریتانیا - ایالات متحده آمریکا - اروگوئه - ونزوئلا |  |

### تاتینگا
- کلمبیا (کنسولگری)

### اروگوآنیا
- آرژانتین (کنسولگری)

## سفارت‌های غیر مقیم
ساکن در واشینگتن، دی.سی. مگر اینکه ذکر شده باشد.
| - افغانستان - آنتیگوآ و باربودا - باهاما (ناسائو) - بوتان (کشور) (کویت (شهر)) - بلیز (بلیز سیتی) - بوسنی و هرزگوین - برونئی (اتاوا) - کامبوج (بانکوک) - چاد - جیبوتی - دومینیکا - اریتره - استونی (تالین) - اسواتینی - گامبیا - گرنادا - ایسلند - قرقیزستان - لائوس (هاوانا) - لتونی (لیسبون) - لسوتو - لیبریا - لیختن‌اشتاین | - لیتوانی (کپنهاگ) - ماداگاسکار - مالت - موریس - مولدووا - مونته‌نگرو - نیجر - پاپوآ گینه نو - رواندا - سنت کیتس و نویس - سنت لوسیا - سنت وینسنت و گرنادین‌ها - سان مارینو (سان مارینو) - سائوتومه و پرنسیپ - سیرالئون (آبیجان) - سیشل - سودان جنوبی - تاجیکستان - ترکمنستان - اوگاندا - ازبکستان - یمن (هاوانا) |  |